# Sant Martí de Guixers
Sant Martí de Guixers, coneguda també com les Volianes o l'església de la Trinitat per celebrar-s'hi un aplec en aquesta festivitat, és una ermita romànica situada al poble de Guixers, a la Vall de Lord (comarca del Solsonès). És un monument protegit i inventariat dins el Patrimoni Arquitectònic Català
S'hi accedeix des de la carretera LV-4241-a (de Berga a Sant Llorenç). Al km 25,9 (42° 07′ 41″ N, 1° 38′ 39″ E / 42.128094°N,1.644154°E) es troba el trencall, ben senyalitzat, que hi mena.

## Descripció

### Exterior
Església d'una sola nau, capçada a llevant per un absis quadrat a l'interior i trapezoïdal a l'interior.
La nau és trapezoïdal a l'exterior i rectangular a l'interior amb un arc preabsidal que no surt del sòl. Tant aquest arc com la nau són apuntats.
La coberta exterior és a doble vessant i de teula àrab. Damunt del frontis, orientat a ponent, és coronat per un campanar d'espadanya amb dues llargues finestres cobertes amb un arc de mig punt. L'arc del costat de migjorn té campana i l'altre és buit.
Rep la llum de llevant per la finestra de l'absis, de doble esqueixada i coberta amb un arc de mig punt adovellat. N'hi ha una altra de molt semblant al mur de migjorn i altre més al mur de la sagristia, d'època posterior.
El mur nord és amagat a l'exterior per una capella de l'any 1663 dedicada a Sant Miquel, la sagristia (d'arc de mig punt i similar en la forma i posició a la de l'església de Sant Julià de Ceuró) i una escala que permet l'accés al campanar i que és similar a les de les esglésies de Sant Julià de Canalda i de Sant Martí de la Corriu.
La porta, un arc de mig punt adovellat, és a migjorn. La porta està ornamentada amb uns ferros que segueixen models utilitzats als segles xii i xiii. Hi ha una cinta ampla i llisa que als seus extrems es bifurca en dues que s'afuen i es cargolen vers els costats oposats. També hi ha una cinta ampla guarnida amb uns solcs incisos, la qual dona peu a pensar en quatre cintes juxtaposades; igual que l'anterior, aquesta faixa es disposa horitzontalment i es bifurca als extrems, on s'afuen i cargolen vers extrems oposats. Combinades amb aquestes faixes hi ha unes petites cintes amb un sol extrem acabat en rínxol; aquestes ocupen l'espai que hi ha entre les cintes grans, de manera molt irregular i desordenada.
Tota la façana meridional està closa per un mur de pedra que delimita un espai de forma pentagonal que constitueix el cementiri. Aquest no té nínxols.

### Interior
A l'interior hi ha una volta apuntada amb un arc pre-absidal. L'absis presenta al cantó de l'evangeli, i 1 metre al cantó de l'epístola, una cornisa de pedres trapezoïdals amb bisell. Una pedra angular del cantó de migjorn de l'absis, d'uns 137 centímetres de llarg i 18 centímetres d'alt, presenta uns buidats de 13 centímetres, semblants a quatre nínxols. El parament és a base de carreus de pedra tosca ben tallats i afilerats.